# Entosthodon fascicularis
Entosthodon fascicularis là một loài Rêu trong họ Funariaceae. Loài này được (Hedw.) Müll. Hal. mô tả khoa học đầu tiên năm 1848.